# Градина (Разградська область)
Гради́на (болг. Градина) — село в Разградській області Болгарії. Входить до складу общини Лозниця.

## Населення
За даними перепису населення 2011 року у селі проживали 346 осіб, усі — турки.
Розподіл населення за віком у 2011 році:
Динаміка населення: